# جف بنت
جف بنت (به انگلیسی: Geoff Bent) (زاده ۲۳ سپتامبر ۱۹۳۲-درگذشته:۶ فوریه ۱۹۵۸) بازیکن انگلیس تیم فوتبال منچستر یونایتد بود و جزء ۸ بازیکنی بود که در حادثه مونیخ جان خود را از دست داد.